# 알프레트 되블린

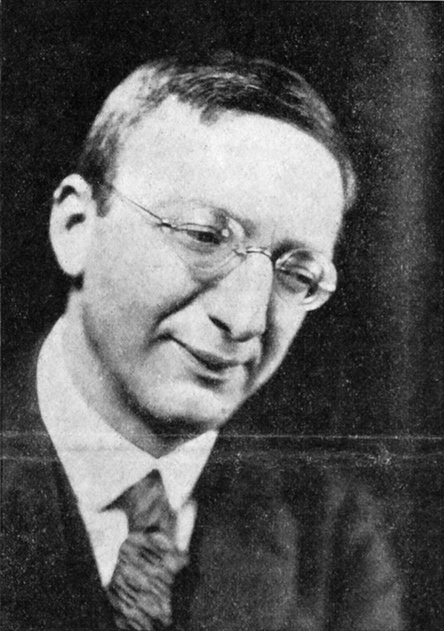

브루노 알프레트 되블린(Bruno Alfred Döblin, 1878년 8월 10일 ~ 1957년 6월 26일)은 독일의 소설가, 수필가, 의사로 그의 소설 《베를린 알렉산더 광장》(1929)으로 가장 잘 알려져 있다. 반세기가 넘는 작품과 다양한 문학 운동과 스타일을 지닌 다작 작가인 되블린은 독일 문학 모더니즘의 가장 중요한 인물 중 한 명이다. 그의 전체 작품은 역사 소설에서 공상 과학 소설, 현대 대도시에 대한 소설에 이르기까지 장르에 이르는 12개 이상의 소설로 구성된다. 여러 드라마, 라디오 연극 및 각본; 실제 범죄 이야기; 여행 계정; 두 권의 책 길이의 철학 논문; 정치, 종교, 예술 및 사회에 대한 수십 개의 에세이; Deutscher Taschenbuch Verlag 와 Fischer Verlag에 의해 재출간된 그의 전편은 30권이 넘는 수많은 편지에 걸쳐 있다. 1915년 첫 장편소설 《왕륜의 세 가지 도약》이 발표되었고, 1956년에 그의 마지막 소설인 《긴 밤의 이야기》가 출판되었다.
독일 슈테틴 (지금의 폴란드 슈체친 )에서 동화된 유태인 가정에서 태어난 되블린은 아버지가 그들을 버린 후 10살이 되었을 때 어머니와 형제 자매들과 함께 베를린으로 이주했다. 되블린은 다음 45년의 거의 모든 기간 동안 베를린에서 살았으며 바이마르 시대 독일 문화계의 핵심 인물들과 교류했다. 1929년 베를린 알렉산더 광장(Berlin Alexanderplatz) 출판으로 문학적 명성을 얻은 지 불과 몇 년 후 나치 독재 정권의 부상으로 망명할 수밖에 없었다. 그의 작품은 " 아스팔트 문학 "으로도 간주되었다. 그는 1933-1940년을 프랑스에서 보냈다가 제2차 세계 대전 이 시작되자 다시 도피해야 했다. 다른 많은 독일 망명자들과 마찬가지로 그는 전쟁 기간을 로스앤젤레스에서 보냈고 그곳에서 가톨릭으로 개종했다. 전후 서독으로 이주했지만 전후 독일의 보수적인 문화 풍토에 마음이 편치 않아 프랑스로 돌아왔다. 그의 말년은 건강이 좋지 않고 재정적 어려움이 많았으며 문학 작품은 상대적으로 소홀했다.

## 같이 보기
- 표현주의